# Edward Greenspan
Edward Leonard Greenspan, (28 de febrero de 1944 - 24 de diciembre de 2014) fue un judío-canadiense político, abogado canadiense, y prolífico autor de volúmenes legales. Fue uno de los abogados defensores más famosos en Canadá, obteniendo un gran número de clientes, al igual que por su aparición nacional en populares series de radio en Canadian Broadcasting Corporation, The Scales of Justice (1982–1989) y series de televisión (1990-1994).

## Vida y carrera
Graduado de la Universidad de Toronto (1965) y de Osgoode Hall Law School (1968), Greenspan fue el socio principal de la firma de abogados de Toronto de Greenspan Asociados LLP. Fue vicepresidente de la Asociación Canadiense de las Libertades Civiles. Fue miembro de la Sociedad Cuadrangular y miembro principal de la Universidad de Massey en la Universidad de Toronto. Edward Greenspan se convirtió en Queen's Counsel en 1982. En 1991 en Boston Massachusetts, fue inducido dentro de la Escuela Americana de Abogados Litigantes.
El trabajo de Greenspan como abogado defensor criminal fue ampliamente reconocido con títulos honoríficos y medallas. En 1999 Law Society of Upper Canada le otorgó un doctorado en Derecho. Fue galardonado con la Medalla de Arthur G. Martin en 2001. Recibió un doctorado en Derecho Civil de la Universidad de Windsor en el 2002, la Universidad de Asunción en 2004 y la Universidad de Brock en 2012. Fue premiado con la prestigiosa Medalla de la Sociedad Defensora en 2009 y recientemente con el más alto honor de ser el mejor abogado de Ontario, la Medalla de la Sociedad de Derecho. 
Canadiense de herencia judía, Greenspan fue portavoz de Israel y de temas relacionados. El 10 de octubre de 2002, él y su colega abogado de Toronto, David C. Nathanson, publicaron un artículo de opinión en el "National Post" argumentando que las Aduanas de Canadá y la Agencia Tributaria deben reconocer a Magen David Adom como una organización caritativa. 
Greenspan fue un opositor abierto de la pena de muerte. En 1986, cuando la Cámara de los Comunes de Canadá estaba debatiendo una propuesta para reinstaurar la pena capital en Canadá, Greenspan suspendió su práctica durante tres meses con el fin de recorrer el país y debatir el tema en cualquier foro disponible. La propuesta fue finalmente rechazada. En el 2001, argumentó y ganó un caso en la Suprema Corte de Canadá, en la cual prohibía la extradición de personas de Canadá para enfrentar posible pena de capital en otros países.
Greenspan colaboró con alguno de los abogados con más logros en Canadá. Algunos antiguos socios de Greenspan fueron: Michael Moldaver (Corte Suprema de Canadá Juez), Marc Rosenberg (juez)|Marc Rosenberg (Juez de Corte de Apelaciones de Ontario), Marie Henein y Todd B. White. A partir de 1986, se informó que facturaron $1.1 millones de dólares en un caso de asesinato; cuando se le preguntó revelar sus honorarios, le sugirió al reportero "consigue un acusado de un delito penal, ven a mi oficina y yo estaré encantado en hablar contigo". Greenspan fue crítico abierto de la lesgislación de justicia penal del primer ministro Stephen Harper, incluyéndolo en una opinión en la revista The Walrus en el 2012 y en una opinión del periódico The Globe and Mail en el 2013.
Era hermano de Brian Greenspan, también un reconocido abogado canadiense y tenía una hermana llamada Rosann Greenspan, quien es Directora Ejecutiva del Centro para el Estudio del Derecho y la Sociedad en la Universidad de California en Berkeley.

### Muerte
Murió de un ataque al corazón a la edad de 70 años, mientras se encontraba de vacaciones en Phoenix, Arizona en diciembre del 2014. El funeral de Greenspan se llevó a cabo en Beth Torah Synagogue en la ciudad de Toronto, y fue enterrado en el cementerio Mount Pleasant en Toronto.
El alcalde de Toronto John Tory dijo acerca de Greenspan que "La vida es como un abogado defensor, no siempre es fácil. Edward Greenspan era una figura más grande que la vida en los círculos jurídicos, en nuestra ciudad y país. Fue un abogado brillante, quien entendió la importancia de que todos tengan una defensa, y también era un defensor incansable de los derechos humanos. Por encima de todo era un gran ciudadano y un maravilloso ser humano. En mi nombre y el de todos los ciudadanos de Toronto, ofrezco mis más sinceras condolencias a su familia. Realmente él será extrañado".
El diputado Jagmeet Singh reflexionó sobre la carrera de Greenspan en la lucha por "sociedades marginadas" como una fuente de inspiración.

## Personal y Familia
Su hija Julianna A. Greenspan es socia en Greenspan Asociados LLP. Ella ingresó a la forma en el año 2002 y se hizo socia en el 2007. Greenspan trabajó en la Defensoría Pública del Condado Cook, con Genson y Gillespie en la ciudad de Chicago antes de regresar a Canadá. Estudió en la Universidad de Georgetown y obtuvo su título en Derecho en Northwestern University School of Law. Juliana ha hablado acerca del encomio que le tiene a su padre.

## Clientes
Entre los clientes más famosos de Greenspan están:
- Leonard Pace, Tribunal de Apelación de Nueva Escocia, cuando la Justicia fue llamado ante un panel del Consejo Judicial del Canadá.[21]
- Roland Thornhill, el ex vice primer ministro de Nueva Escocia: tres cargos de despidos falsificados, 1991.[22]
- Gerald Regan, l ex primer ministro de Nueva Escocia, absuelto de 9 cargos relacionados con el sexo,[23] 1995[24] juicio de 1998.[23][25]
- Daniel Bailey, jugador de fútbol (absuelto).
- Conrad Black (condenado).
- Helmuth Buxbaum (1984[26] -1985,[12] condenado).
- Peter Demeter, en cuyo juicio Greenspan fue nombrado como abogado auxiliar (condenado).[27]
- Garth Drabinsky, Toronto empresario (cliente que fue condenado)
- Marc Stuart Dreier, prominente abogado de Nueva York acusado de hedge-funds (tipo de inversión) fraude relacionados en Canadá (cliente fue a los Estados Unidos voluntariamente y fue juzgado allí con un abogado estadounidense)
- Gerard Filion, anterior editor de LeDevoir y Presidente de la Junta de Industrias Marinas, encargado de la manipulación de licitaciones (absuelto).
- Robert Latimer, Saskatchewan granjero que mató a su hija discapacitada (argumentó apelación en la Corte Suprema de Canadá).
- Gary Payton, Sam Cassell, con los Milwaukee Bucks, acusado de asalto con resultado de lesiones (absuelto).
- P. Reign, rapero acusado por posesión de arma de fuego en Toronto (el cliente fue absuelto).
- Karlheinz Schreiber, financiero alemán (materia de extradición).
- Stephen Williams (Editor), autor del libro Paul Bernardo (absuelto).

## Publicaciones
Greenspan publicó y editó alrededor de 25 libros. A continuación se presentan algunos de los títulos:
- Greenspan, The Case for the Defence.  Autobiografía, co- escritor con George Jonas.
- The Canadian Charter of Rights Libro de Derecho de Canadá, 1982-
- Counsel for the Defence: the Bernard Cohn Memorial Lectures in Criminal Law Irwin Law, 2005.
- The Criminal Procedure and Practice. Toronto: Osgoode Hall Law School, York University, 1976- (más ediciones).
- The Dubin Lectures on Advocacy, 1998-2002. Libro de Derecho de Canadá, 2004.
- Martin's Annual Criminal Code. Toronto: Libro de Derecho de Canadá, [1955] (editor desde 1978)
- Martin's Related Statutes (editor desde 1980)
- Perspectives in Criminal Law: Essays in Honour of John L. J. Edwards, editado por Anthony N. Doob y Edward L. Greenspan. Libro de Derecho de Canadá, 1985.